# Guy Tréjan
Guy Tréjan, eigentlich Guy Alexandre Maurice Treichler (* 18. September 1921 in Paris; † 25. Januar 2001 ebenda), war ein französischer Schauspieler.

## Leben
Guy Tréjan ging nach dem Tod seines Vaters 1937 zu seiner Tante in die Schweiz und studierte in Genf. 1939 ging er nach Paris zurück und begann mit Schauspielkursen bei Charles Dullin. Er ging ins Sarah-Bernhardt-Theater, wo seine Lehrer Jean-Louis Barrault und Fernand Ledoux waren. Er spielte in Dullins Truppe im Théâtre de la Cité.
Zu Beginn des Jahres 1944 musste Guy Tréjan, kaum verheiratet und Vater eines Kindes, zum obligatorischen Arbeitsdienst (STO) nach Deutschland abreisen. Er flüchtete jedoch vor der Ankunft der Deutschen, die ihn abholen wollten, mit falschen Papieren nach Belgien und später nach Genf in die Schweiz. Er arbeitete acht Jahre in dieser Stadt, wo er Theater, Radio, Operette und Kabarett spielte. In dieser Zeit nahm er den Künstlernamen „Tréjan“ an.
1953 spielte er Coktail Party von T. S. Eliot im Théâtre du Vieux-Colombier in Paris. Von da an spielte er die angesehensten Rollen in Theater, Kino und Fernsehen. Eine seiner ersten Filmrollen war der Marc Rétaux de Villette in Sacha Guitrys Versailles – Könige und Frauen (1954). Große Popularität brachte ihm in den 1960er Jahren die Hauptrolle des Kommissar Lambert in der Serie Allô Police. Im Kino war eine seiner bekanntesten Rollen der König Louis XIII. in Bernard Borderies Die drei Musketiere.

## Filmografie (Auswahl)
- 1956: Der Liebesroman einer Königin (Marie Antoinette)
- 1956: Ein Schatten auf dem Dach (Je reviendrai à Kandara)
- 1956: Für Männer verboten (Club de femmes)
- 1957: Dem Sumpf entronnen (Escapade)
- 1957: Die Pariserin (Une parisienne)
- 1957: Gaunerkavaliere (Les truands)
- 1959: Ihr Verbrechen war Liebe (Douze heures d’horloge)
- 1961: Bevor das Licht verlöscht (L'imprevisto)
- 1961: Die drei Musketiere (Les Trois Mousquetaires)
- 1961: Galante Liebesgeschichten (Amours célèbres)
- 1963: Alle, die da fallen (Tous ceux qui tombent)
- 1963: Fünf Glückspilze (Les veinards)
- 1963: Quietsch… quietsch… wer bohrt denn da nach Öl? (Pouic-Pouic)
- 1964: Eddie – wenn das deine Mutti wüßte! (Laissez tirer les tireurs)
- 1965: Der Himmel brennt (Le ciel sur la tête)
- 1965: Don Quijote von der Mancha (Don Quijote) (Fernseh-Vierteiler)
- 1966–1970: Allô Police (Fernsehserie, 36 Folgen)
- 1971: Hasch mich – ich bin der Mörder (Jo)
- 1973: Die Schlange (Le Serpent)
- 1973: Cagliostro (Joseph Balsamo) (Fernseh-Dreiteiler)
- 1974: Der Spatz von Paris – Edith Piaf (La môme Piaf)
- 1974: Gewalt und Leidenschaft (Gruppo di famiglia in un interno)
- 1975: Das Biest (La Bête)
- 1983: Verheiratet mit einem Toten (J'ai épousé une ombre)
- 1992: Der Unbekannte (L’inconnu dans la maison)
- 1992: Prinzessin Alexandra (Princesse Alexandra)
- 1994: Hey Stranger
- 2000: Die Treue der Frauen (La fidélité)
- 2000: Mit den Waffen eines Vaters (Vérité oblige)
- 2001: Die Offizierskammer (La chambre des officiers)